# Associacija łyżnych widow sporta Rossii
Rosyjski Związek Narciarski (ros. Ассоциация лыжных видов спорта России – transkr. pol. Associacija łyżnych widow sporta Rossii) – rosyjska organizacja sportowa z siedzibą w Moskwie, założona w 2005 roku, zajmująca się rozwojem i koordynowaniem narciarstwa w Rosji.

## Władze związku
- Prezydent: Andriej Bokariew
- Wiceprezydent: Aleksander Czerkasow
- Sekretarz generalny: Gieorgij Mnatsakanow

## Historia
Rosyjski Związek Narciarski powstał w 2005 roku w połączeniu z 4 ogólnorosyjskimi federacjami sportowymi: Rosyjską Federację Narciarstwa Alpejskiego i Snowboardu, Rosyjską Federację Narciarstwa Biegowego, Rosyjską Federację Freestyle’a oraz Rosyjską Federację Skoków Narciarskich i Kombinacji Norweskiej. Powodem powstania organizacji była konieczność zjednoczenia wszystkich tych 4 federacji w celu reprezentowania Rosji w organizacjach międzynarodowych, a przede wszystkim w Międzynarodowej Federacji Narciarskiej (FIS). Zgodnie z przepisami FIS jedno państwo może być reprezentowane tylko przez jedną organizację.
Idea zjednoczenia różnych organizacji sportowych w jedną organizację jest realizowana w takich krajach jak m.in.: Austria, Finlandia, Francja, Norwegia, Szwecja i Włochy.
W 1999 roku rząd rosyjski polecił organizacjom publicznym w Rosji dokonanie ponownej rejestracji, jednak Rosyjski Związek Narciarski mógł zostać ponownie zarejestrowany tylko pod warunkiem, że 4 federacje: Rosyjską Federację Narciarstwa Alpejskiego i Snowboardu, Rosyjską Federację Narciarstwa Biegowego, Rosyjską Federację Freestyle’a oraz Rosyjską Federację Skoków Narciarskich i Kombinacji Norweskiej, ponownie zostały zarejestrowane. Niektóre federacje spóźniły się z tą procedurą, w związku z czym Rosyjski Związek Narciarski również nie został ponownie zarejestrowany. Związek istniał do 2005 roku, aktywnie reprezentując Federację Rosyjską na arenie międzynarodowej.
FIS organizuje spotkania międzynarodowe dwa razy w roku, a raz na dwa lata zwyczajny Kongres w celu wysłuchania raportów i wyboru nowych urzędników. Nasi delegaci biorą czynny udział w tych spotkaniach.
Prezydent Rosyjskiego Związku Narciarskiego, Andriej Bokariew jest ważną postacią FIS. Jest członkiem wiążącym rosyjskiej delegacji podczas Kongresu Międzynarodowego i innych wielkich forów międzynarodowych. Rosyjski Związek Narciarski jest jednym z największych rosyjskich stowarzyszeń olimpijskich sportów zimowych. Każdego roku w Rosji odbywa się ok. 20 zawodów sportów zimowych, a wszystkie z nich są oficjalnie ogłaszane w kalendarzu imprez FIS. Wśród nich są: Puchar Świata w biegach narciarskich, freestyle’u narciarskim, narciarstwie alpejskim oraz snowboardzie.
W ramach przygotowań do zimowych igrzysk olimpijskich 2014 w Soczi zbudowano nowe ośrodki sportowe: stadiony, skocznie narciarskie, trasy narciarstwa alpejskiego, stoki do freestyle’u oraz snowboardu. Uruchomienie tych ośrodków sportowych umożliwia organizację innych zawodów sportowych rangi FIS oraz poprawia wizerunek Rosji na arenie międzynarodowej.
Rosyjski Związek Narciarski jest uznawany przez Rosyjski Komitet Olimpijski (OKR/OKP) i wpisany do rejestru rosyjskich organizacji publicznych.